# Championnat de Nouvelle-Zélande de football 2016-2017
Navigation
Saison précédente Saison suivante
La saison 2016-2017 du Championnat de Nouvelle-Zélande de football est la 48e édition du championnat de première division en Nouvelle-Zélande et la 13e édition du New Zealand Football Championship. Le NZFC (rebaptisé depuis 2016 Stirling Sports Premiership, du nom de son sponsor), regroupe dix clubs du pays au sein d'une poule unique, où ils s'affrontent deux fois au cours de la saison, à domicile et à l'extérieur. À la fin de la compétition, les quatre premiers du classement disputent la phase finale pour le titre. Le championnat fonctionne avec un système de franchises, comme en Australie ou en Major League Soccer; il n'y a donc ni promotion, ni relégation en fin de saison.
Deux places qualificatives pour la Ligue des champions sont attribuées : une pour le premier du classement à l'issue de la saison régulière et une pour le vainqueur de la finale nationale. Si un club termine en tête du classement puis remporte la finale, c'est le deuxième du classement de la saison régulière qui reçoit son billet pour la Ligue des champions.
Cette saison voit le championnat passer de huit à dix équipes, à la suite du souhait de la fédération. Trois nouvelles équipes intègrent la compétition: Eastern Suburbs, Tasman United et Hamilton Wanderers. Cette dernière remplace WaiBOP United (qui était également basée à Hamilton). La fédération régionale, après avoir pris acte que Hamilton Wanderers remplissait les critères exigés par la fédération, considère que la présence de deux équipes locales en NZFC n'est pas viable économiquement. Les dirigeants de WaiBOP United acceptent la transmission de leur licence à Hamilton Wanderers, entérinant de fait la dissolution du club. Les sept autres formations engagées lors de l'édition 2015-2016 sont présentes. Les candidatures de cinq autres prétendants (Auckland United, North Shore City, Onehunga Sports, Wairarapa United et Western Suburbs Wellington) n'ont pas été retenues.
Initialement prévu le 22 octobre, le début de la saison a lieu le 16 octobre avec un match avancé de la 8e journée. Ceci est dû à la participation d'Auckland City FC à la Coupe du monde des clubs de la FIFA 2016. Le match de la 7e journée de cette équipe est également décalé pour cette raison. La plupart des matchs se déroulent le samedi ou le dimanche, exceptionnellement le vendredi ou le lundi (le match décalé du jeudi n'est pas reconduit).

## Clubs participants
| Équipe                     | Ville             | Stade                 | Capacité | Entraineur                                       |
| -------------------------- | ----------------- | --------------------- | -------- | ------------------------------------------------ |
| Auckland City FC           | Auckland          | Kiwitea Street        | 3 250    | Ramon Tribulietx                                 |
| Canterbury United          | Christchurch      | ASB Football Park     | 9 000    | Willy Gerdsen                                    |
| Eastern Suburbs            | Panmure, Auckland | Bill Mc Kinley Park   | 5 000    | Malcolm Mc Pherson                               |
| Hamilton Wanderers         | Hamilton          | Porritt stadium       | 5 000    | Mark Cossey                                      |
| Hawke's Bay United         | Napier            | Bluewater Stadium     | 5 000    | Brett Angell                                     |
| Southern United            | Dunedin           | Forsyth Barr Stadium  | 30 748   | Paul O'Reilly                                    |
| Tasman United              | Nelson            | Trafalgar Park        | 18 000   | Richard Anderson (J1-J13) Davor Tavich (J14-J18) |
| Team Wellington            | Wellington        | David Farrington Park | 1 500    | Jose Figuiera                                    |
| Waitakere United           | Waitakere         | Fred Taylor Park      | 2 500    | Chris Milicich                                   |
| Wellington Phoenix Reserve | Wellington        | Newton Park           | 5 000    | Andy Hedge                                       |

## Compétition

### Première phase

#### Classement
Le barème utilisé pour établir le classement est le suivant :
- Victoire : 3 points
- Match nul : 1 point
- Défaite : 0 point

| Rang | Équipe                     | Pts | J  | G  | N | P  | Bp | Bc | Diff |
| ---- | -------------------------- | --- | -- | -- | - | -- | -- | -- | ---- |
| 1    | Auckland City              | 36  | 18 | 11 | 3 | 4  | 35 | 15 | +20  |
| 2    | Team WellingtonT           | 36  | 18 | 11 | 3 | 4  | 51 | 32 | +19  |
| 3    | Waitakere United           | 34  | 18 | 10 | 4 | 4  | 31 | 25 | +6   |
| 4    | Hawke's Bay United         | 32  | 18 | 10 | 2 | 6  | 46 | 30 | +16  |
| 5    | Eastern Suburbs            | 30  | 18 | 9  | 3 | 6  | 28 | 25 | +3   |
| 6    | Canterbury United          | 24  | 18 | 6  | 6 | 6  | 32 | 28 | +4   |
| 7    | Wellington Phoenix Reserve | 22  | 18 | 6  | 4 | 8  | 25 | 33 | -8   |
| 8    | Tasman United              | 17  | 18 | 4  | 5 | 9  | 29 | 42 | -13  |
| 9    | Hamilton Wanderers         | 13  | 18 | 4  | 1 | 13 | 24 | 50 | -26  |
| 10   | Southern United            | 10  | 18 | 3  | 1 | 14 | 20 | 41 | -21  |

|  | Qualification pour la phase finale et la Ligue des champions de l'OFC 2018 |
|  | Qualification pour la phase finale                                         |
|  | T : Tenant du titre                                                        |

#### Résultats
| Résultats (▼dom., ►ext.) | AC  | CU  | ES  | HW  | HBU | SU  | TU  | TW  | WU  | WPR |
| Auckland City            |     | 0-0 | 2-1 | 4-1 | 1-0 | 3-1 | 4-0 | 4-0 | 0-1 | 2-0 |
| Canterbury United        | 2-2 |     | 2-0 | 1-2 | 2-1 | 1-3 | 2-2 | 1-3 | 1-2 | 4-1 |
| Eastern Suburbs          | 0-1 | 2-1 |     | 3-1 | 1-0 | 4-0 | 4-2 | 3-1 | 1-0 | 1-1 |
| Hamilton Wanderers       | 0-5 | 1-1 | 4-0 |     | 6-4 | 1-0 | 2-3 | 2-4 | 0-2 | 1-3 |
| Hawke's Bay United       | 2-1 | 1-1 | 6-3 | 4-0 |     | 2-1 | 3-2 | 2-4 | 3-1 | 2-0 |
| Southern United          | 0-1 | 1-3 | 0-1 | 4-0 | 0-3 |     | 3-1 | 1-3 | 1-3 | 0-1 |
| Tasman United            | 1-1 | 2-3 | 2-1 | 1-0 | 1-3 | 5-2 |     | 1-2 | 1-3 | 1-1 |
| Team Wellington          | 1-3 | 3-3 | 0-0 | 5-2 | 3-3 | 4-1 | 5-1 |     | 7-2 | 1-2 |
| Waitakere United         | 4-1 | 1-0 | 1-1 | 2-1 | 1-0 | 2-2 | 2-2 | 0-2 |     | 2-2 |
| Wellington Phoenix R.    | 1-0 | 1-4 | 1-2 | 4-0 | 2-7 | 3-0 | 1-1 | 1-3 | 0-2 |     |

### Phase finale
|  | Demi-finales                 | Demi-finales                 | Demi-finales    | Demi-finales    |               |               | Finale       | Finale       | Finale       | Finale       |
|  |                              |                              |                 |                 |               |               |              |              |              |              |
|  | 25 mars 2017                 | 25 mars 2017                 | 25 mars 2017    | 25 mars 2017    |               |               | 2 avril 2017 | 2 avril 2017 | 2 avril 2017 | 2 avril 2017 |
|  | (1) Auckland City            | (1) Auckland City            | 1               | 1               |               |               | 2 avril 2017 | 2 avril 2017 | 2 avril 2017 | 2 avril 2017 |
|  | (1) Auckland City            | (1) Auckland City            | 1               | 1               |               |               | 2 avril 2017 | 2 avril 2017 | 2 avril 2017 | 2 avril 2017 |
|  | (4) Hawke's Bay United       | (4) Hawke's Bay United       | 0               | 0               |               |               | 2 avril 2017 | 2 avril 2017 | 2 avril 2017 | 2 avril 2017 |
|  | (4) Hawke's Bay United       | (4) Hawke's Bay United       | 0               | 0               | Auckland City | Auckland City | 1            | 1            |              |              |
|  | 26 mars 2017                 |                              |                 |                 | Auckland City | Auckland City | 1            | 1            |              |              |
|  |                              |                              | Team Wellington | Team Wellington | 2             | 2             |              |              |              |              |
|  | (2) Team Wellington t. a. b. | (2) Team Wellington t. a. b. | Team Wellington | Team Wellington | 2             | 2             | 6            | 6            |              |              |
|  | (2) Team Wellington t. a. b. | (2) Team Wellington t. a. b. |                 |                 |               |               |              | 6            |              |              |
|  | (3) Waitakere United         | (3) Waitakere United         | 6               | 6               |               |               |              |              |              |              |
|  | (3) Waitakere United         | (3) Waitakere United         | 6               | 6               |               |               |              |              |              |              |

tab = Après tirs au but

#### Demi-finales
| 25 mars 2017       | Auckland City | 1-0   | Hawke's Bay United | Kiwitea Street, Auckland     |                              |
| 16:35 heure locale | Lea'alafa 64e | (0-0) |                    | Arbitrage : Nicholas Waldron | Arbitrage : Nicholas Waldron |

| 26 mars 2017       | Team Wellington                                                                    | 6-6 (3-2 t.a.b.) | Waitakere United                                           | David Farrington Park, Wellington |                      |
| 16:35 heure locale | J. Gulley 45+1e · Zambrano 68e · Jackson 75e (pen.) 87e (pen.) · Stevens 112e 114e | (1-1, 4-4)       | Reinhardt 36e 50e 120+1e · Morgan 67e 79e · Stansfield 91e | Arbitrage : A. Riley              | Arbitrage : A. Riley |

#### Finale
| 2 avril 2017       | Auckland City | 1-2   | Team Wellington | QBE Stadium, North Shore        |                                 |
| 16:35 heure locale | Tade 28e      | (1-1) | Harris 10e 51e  | Arbitrage : Campbell-Kirk Waugh | Arbitrage : Campbell-Kirk Waugh |

## Bilan de la saison
| Championnat de Nouvelle-Zélande de football 2016-2017 |                            |
| Champion                                              | Team Wellington (2e titre) |
| Qualifications continentales                          |                            |
| Ligue des champions de l'OFC 2018                     | Team Wellington            |
| Ligue des champions de l'OFC 2018                     | Auckland City              |